# 아카디아 2001

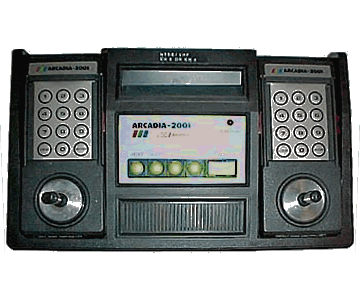
아카디아 2001

아카디아 2001(Arcadia 2001)은 이머슨 라디오사에서 1982년 3월 발매한 8비트 가정용 게임기로 당시 주류였던 아타리 2600에 비해 매우 강력한 성능을 가지고 있었지만 아타리 5200이나 콜레코비전에는 비교할 수 없었다.

## 특징
인텔리비전 방식의 컨트롤러 2개가 포함되어 있었는데 옆부분의 발사 버튼은 작은 힘으로도 누를 수 있었다. 컨트롤 패드는 가운데 나사구멍이 있어 조이스틱으로 사용할 수 있었는데 세가의 마스터 시스템도 이같은 방식을 사용하였다. 대부분 게임은 컨트롤러에 부착하여 키 설정을 할 수 있는 마일러 재질의 오버레이를 동봉하였다. 본체에는 전원, 시작, 리셋, 옵션, 셀렉트의 5개 버튼이 달려있었다.
카트리지는 케이스 모양이나 삽화등이 각기 다른 3종이상의 타입으로 제공되었다. 이머슨 계열의 카트리지는 2종으로 길이가 다른 검은색 플라스틱 케이스를 사용하였는데 작은 것은 전체적으로 아타리 2600 카트리지와 크기가 비슷했으며 스켓치 형태의 독특한 그림 레이블을 사용했다. MPT-03 계열 카트리지는 미국판 슈퍼 패미컴의 카트리지와 크기와 모양이 비슷한 갈색 플라스틱 케이스를 사용했으며 최소한의 그림을 사용하여 좀 더 현대적으로 보였다. 이처럼 레이블 그림이나 크기 형태가 다른것들은 해적판 카트리지로 오해받기도 했다.

## 판매 부진과 단종
이머슨 게임기는 미국에 발매당시 몇달차이로 발매되었던 아타리 5200과 콜레코비전 때문에 판매가 매우 저조했다. 또 아타리는 독점적인 권한으로 많은 게임들을 이머슨 게임기에서 작동하는 것을 막았으나 이머슨은 팩맨, 갤럭시안, 디펜더 같은 유명 아케이드 게임을 아카디아용으로 제작해 판매하였다. 아타리가 독점 권한 협정으로 경쟁회사들을 고소하기 시작하자 이머슨은 아카디아를 단종시키고 게임업계를 떠났다.

## 사양
- CPU : 시그네틱스 2650 3.58MHz
  - 몇몇 변종은 시그네틱스 2650A을 사용하기도 한다.
- RAM : 512바이트 (28K 할당)
- ROM : 없음
- 그래픽 : 시그네틱스 2637 UVI
  - 해상도 128*208 / 128*104, 8색
  - 단색 스프라이트 4개
- 사운드 : 비프음
- 컨트롤러 : 2*2방향, 12버튼 키패트, 발사 버튼 2개 (more buttons on some variants)